# サワイグループホールディングス
サワイグループホールディングス株式会社（英語：SAWAI GROUP HOLDINGS Co., Ltd.）は大阪市淀川区宮原に本社を置く持株会社である。2021年に設立。
沢井製薬をはじめとした医薬品の製造・販売を行うサワイグループ各社の経営管理および関連する業務を担っている。

## 概要
2021年4月1日、沢井製薬は医薬品企業を取り巻く規制強化、競争激化、薬価制度の影響などを受け、次の3つの項目を主な目的として持株会社体制へ移行した。

1. 戦略的提携も含め、中核事業であるジェネリック医薬品事業の一層の強化。
2. ガバナンス体制の一層の強化と業務執行の迅速化・効率化の両立。
3. 新規事業の早急な育成とグループの経営人財の育成[6]。

中核子会社はジェネリック医薬品の沢井製薬株式会社（さわいせいやく、Sawai Pharmaceutical Co., Ltd.）。持株会社設立とともに新たな長期ビジョン「Sawai Group Vision2030」を掲げ、ジェネリック医薬品事業を中核に据えながら、今後は疾患予防、診断、治療の幅広い範囲で、選択肢を提供することを目指している。具体的には疾患予防における健康食品事業、診断・治療におけるデジタル・医療機器事業、希少疾患の新薬開発である。
企業理念は「なによりも健やかな暮らしのために」。ジェネリック医薬品事業を中核に、社会とともに持続的に発展するヘルスケア企業グループとして、ひとりでも多くの人々の健康に貢献していきたいという願いを込めている。

## 沿革
＜この節の主な出典：＞
- 1929年（昭和4年）4月 - 大阪市旭区に澤井範平、乃よ（薬剤師）が沢井製薬の前身、澤井薬局を創業する。
- 1948年（昭和23年）7月 - 医薬品の製造および販売を目的として、大阪市旭区に澤井製薬株式会社を資本金19万5千円で設立。
- 1965年（昭和40年）- 一般用医薬品メーカーから医療用医薬品メーカーへシフト。
- 1979年（昭和54年）- 商号を沢井製薬株式会社に変更。
- 1985年（昭和60年）- 東京都中央区にメディサ新薬株式会社を設立。
- 1995年（平成7年）9月 - 日本証券業協会に店頭登録。
- 1997年（平成9年）- ジェネリック医薬品の啓発を目的として新聞広告の掲載を開始。
- 2003年（平成15年）- 東京証券取引所市場第一部に上場。
- 2004年（平成16年）- 全国各地区にてテレビCM放送を開始。
- 2006年（平成18年）
  - 大阪市淀川区に新本社・研究所社屋を完成。本社・研究所機能を集約し、移転。
  - 株式取得により、化研生薬株式会社を子会社化。
- 2017年（平成29年）- Sawai America INC.（現・Sawai America, LLC）を通じて、Upsher-Smith Laboratories, LLCを子会社化。
- 2019年（平成31年）- 創立90周年を迎える。
- 2020年（令和2年）
  - 株式会社ニュージェン・ファーマと筋萎縮性側索硬化症（ALS）治療薬に関する共同開発およびライセンス契約を締結。
  - 澤井光郎が代表取締役会長に、澤井健造が代表取締役社長に就任。
  - サスメド株式会社との資本業務提携に合意。
- 2021年（令和3年）
  - 1月 - ニューロリーフ社と片頭痛およびうつ病向けのデジタル医療機器に関する日本における独占開発販売契約を締結。
  - 4月1日 - 持株会社サワイグループホールディングス株式会社を設立。沢井製薬との間で株式移転を行い、沢井製薬及び子会社は持株会社の子会社になると共に、持株会社が上場。澤井光郎が代表取締役会長に、澤井健造が代表取締役副会長に、末吉一彦が代表取締役社長に就任。
  - 10月 - パーソナルヘルスレコード（PHR）管理アプリ「SaluDi」を提供開始。
  - 12月 - トラストファーマテック株式会社を設立。同日、小林化工とその親会社のオリックスとの間で、小林化工の生産活動に係る資産及び関連部門の人員を譲り受けることで合意し、譲渡契約を締結したと発表。トラストファーマテックに小林化工の設備と転籍人材を受け入れる方針[10]。
- 2022年（令和4年）- 株式会社CureAppとNASH領域におけるDTxの開発および販売ライセンス契約を締結。

## 子会社
＜この節の主な出典：＞

### 日本
- 沢井製薬：ジェネリック医薬品を中心とした医療用医薬品の製造販売を日本国内で展開。
- メディサ新薬：沢井製薬および他の医薬品メーカーとの間でのジェネリック医薬品を中心とした医療用医薬品の売買。
- 化研生薬：医療用医薬品の販売および医薬品の製造の日本国内での展開。
- トラストファーマテック：医療用医薬品の製造。小林化工から事業譲受。

### 米国
- Sawai America Holdings Inc.：持株会社
- Sawai America LLC：子会社持ち分の保有を通じた子会社の管理業務。
- Upsher-Smith Laboratories, LLC：ジェネリック医薬品を中心とした医療用医薬品の製造販売の米国での展開。